# کراکودورف
کراکودورف (به آلمانی: Krakaudorf) یک منطقهٔ مسکونی در اتریش است که در مورو واقع شده‌است. کراکودورف ۲۹٫۶۸ کیلومتر مربع مساحت دارد ۱٬۱۷۳ متر بالاتر از سطح دریا واقع شده‌است.